# Ebbw Vale
Ebbw Vale is een plaats in de Welshe county borough Blaenau Gwent. Ebbw Vale telt 18.558 inwoners.
In 1982 werd in Ebbw Vale de tweede editie van de WDF Europe Cup gehouden.

## Geboren
- Steve Jones (4 augustus 1955), langeafstandsloper